# Лесовое (Нежинский район)
Лесовое (укр. Лісове) — село в Нежинском районе Черниговской области Украины. Население 154 человека. Занимает площадь 0,66 км².
Код КОАТУУ: 7423389503. Почтовый индекс: 16617. Телефонный код: +380 4631.

## Власть
Орган местного самоуправления — Черняховский сельский совет. Почтовый адрес: 16640, Черниговская обл., Нежинский р-н, с. Черняховка, ул. Коммунаров, 1.